# Billy Crudup

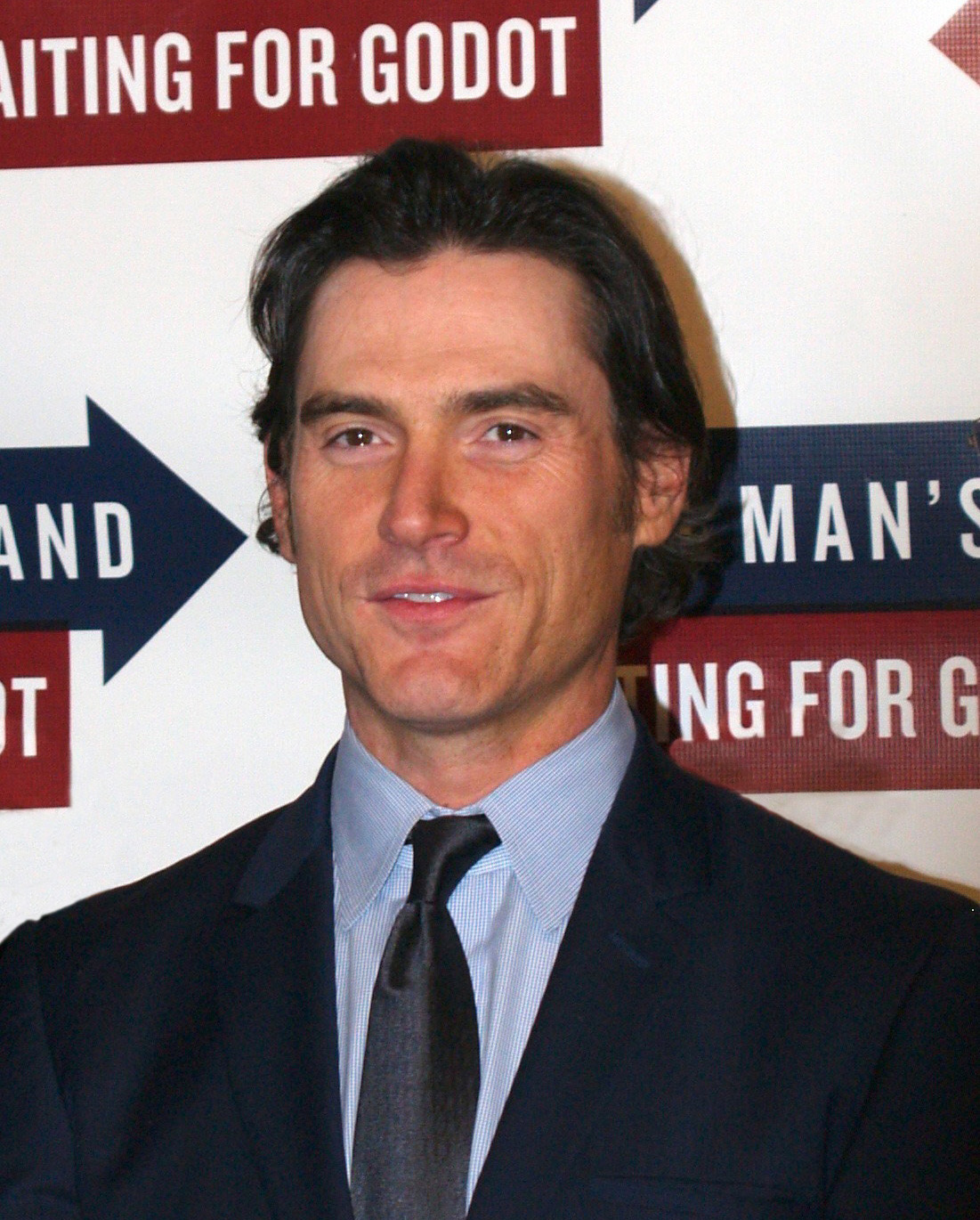
Billy Crudup 2013.

William "Billy" Crudup, född 8 juli 1968 i Manhasset i delstaten New York, är en amerikansk skådespelare. Han har bland annat spelat roller i filmerna Sleepers (1996), Alla säger I Love You (1996) och Almost Famous (2000).

## Biografi
Billy Crudup gick på St. Thomas Aquinas High School i Fort Lauderdale och tog en master på New York University. Han uppmärksammades första gången för sitt framträdande i pjäsen Arcadia på Broadway. Filmkarriären tog vid 1996 då Crudup var med i både Sleepers, i regi av Barry Levinson, och Woody Allens Alla säger I Love You.
Från 1998 till 2005 var Crudup berättarröst i Mastercards reklamfilmskampanjer "Priceless...". I reklamfilmerna listar berättaren (Crudup) två saker eller tjänster och dess pris, och därefter en tredje sak (som kan kopplas samman med de första två), som han beskriver som priceless (ovärderlig). Crudup sa under 2005 att medverka i reklamerna förändrade hans liv, då det gav honom ekonomisk stabilitet som gjorde att han kunde följa sin dröm som skådespelare.
Han har en son, född 2004, tillsammans med Mary-Louise Parker. De hade en relation mellan 1996 och 2003. 2003 till 2007 var Crudup tillsammans med Claire Danes.

## Filmografi i urval
- 1996 – Sleepers
- 1996 – Alla säger I Love You
- 1997 – Kärlek och hämnd
- 1997 – Prinsessan Mononoke (engelsk röstdubbning)
- 1998 – Snitch
- 1998 – Without Limits
- 1998 – The Hi-Lo Country
- 1999 – Jesus' Son
- 2000 – Waking the Dead
- 2000 – Almost Famous
- 2001 – World Traveler
- 2001 – Charlotte Gray
- 2003 – Big Fish
- 2004 – Stage Beauty
- 2005 – Trust the Man
- 2006 – Mission: Impossible III
- 2006 – Den innersta kretsen
- 2007 – Dedication
- 2009 – Watchmen
- 2009 – Public Enemies
- 2010 – Lyckan, kärleken och meningen med livet
- 2011 – Thin Ice
- 2011 – Too Big to Fail (TV-film)
- 2012 – Grannpatrullen (ej krediterad)
- 2013 – Blood Ties
- 2014 – Rudderless
- 2014 – The Longest Week
- 2015 – The Stanford Prison Experiment
- 2015 – Spotlight
- 2016 – Jackie
- 2016 – Alla tiders kvinnor
- 2017 – Alien: Covenant
- 2017 – Gypsy (TV-serie) (tio avsnitt)
- 2019 – The Morning Show (TV-serie)
- 2023 – Hello Tomorrow! (TV-serie)
- 2025 – Jay Kelly

## Teater

### Roller
| År   | Roll   | Produktion                       | Regi         | Teater                      |
| ---- | ------ | -------------------------------- | ------------ | --------------------------- |
| 2013 | Lucky  | Waiting for Godot Samuel Beckett | Sean Mathias | Cort Theatre, New York, USA |
| 2013 | Foster | No Man's Land Harold Pinter      | Sean Mathias | Cort Theatre, New York, USA |